# Hans Hohberg

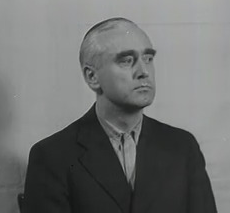
Hans Hohberg während der Nürnberger Prozesse. Aufnahme von Januar 1947.

Hans Karl Hohberg, genannt Hans Hohberg (* 21. April 1906 in Winzenheim; † 2. November 1968 in Leinfelden-Echterdingen) war ein deutscher Wirtschaftsprüfer und verurteilter Kriegsverbrecher der Nürnberger Prozesse.

## Leben
Hohberg, Sohn eines evangelischen Pfarrers, begann nach dem Abitur eine kaufmännische Ausbildung, die er nach einem Jahr beendete. An der Universität Köln und der Universität Freiburg absolvierte Hohberg ein Betriebswirtschaftsstudium, das er November 1928 als Diplom-Kaufmann abschloss. Danach arbeitete er bei Kölner Unternehmen und promovierte im Juli 1931 mit der Dissertation Die Reichsfinanzpolitik in der Zeit des Dawes- und Young-Plans. Anschließend war Hohberg als Wirtschaftsprüfer für verschiedene Unternehmen in Berlin, Wien und Königsberg tätig. Im Oktober 1938 heiratete Hohberg.
Hohberg war nicht Mitglied der NSDAP und SS, gehörte jedoch dem NSRB und der NSV an. Zwischen Juni 1938 und August 1938 leistete Hohberg seinen Militärdienst ab. Nachdem Hohberg Oswald Pohl kennengelernt hatte, wurde er ab dem 10. Mai 1940 Mitarbeiter auf Honorarbasis im Hauptamt Verwaltung und Wirtschaft. In Funktion eines Wirtschaftsprüfers war Hohberg für die Steuerberatung und sonstige ökonomische Fragen der SS-Betriebe in einflussreicher Position zuständig. Auf Hohbergs Betreiben wurde im Juli 1940 die Deutsche Wirtschaftsbetriebe GmbH gegründet.
Ab Anfang Februar 1942 führte Hohberg diese Tätigkeit im neu gegründeten SS-Wirtschafts- und Verwaltungshauptamt (WVHA) als Leiter des Stabes W in der Amtsgruppe W bis Ende Juni 1943 fort. Danach schied er auf eigenen Wunsch aus dem WVHA aus und wurde im August 1943 zur Luftwaffe einberufen. Als Funker wurde er in Frankreich und Belgien eingesetzt und erreichte den Rang eines Gefreiten. Für die Deutsche Wirtschaftsbetriebe GmbH erhielt Hohberg im August 1943 noch einen Beratungsvertrag auf fünf Jahre, obwohl er für diese Gesellschaft nicht mehr tätig wurde. Ab Ende August 1944 arbeitete Hohberg im Reichsluftfahrtministerium unter Kurt May, zuvor ebenfalls Angehöriger des WVHA (Abt. W IV).

## Nach Kriegsende
Nach seiner Festnahme wurde Hohberg von November 1946 bis Januar 1947 zusammen mit Leo Volk und Karl Mummenthey durch den britischen War Criminals Holding Centre in Minden interniert. Dort mussten die Internierten den „Mindener Bericht“ verfassen. Dieser 244 Seiten umfassende Bericht sollte den Aufbau des WVHA und dessen wirtschaftliche Unternehmungen nachvollziehbar darstellen. Der Bericht wurde nach Naasner nicht als Beweismittel in den Nürnberger Prozessen herangezogen.
Im Prozess Wirtschafts- und Verwaltungshauptamt der SS wurde Hohberg am 3. November 1947 vom United States Military Tribunal II u. a. wegen Kriegsverbrechen und Verbrechen gegen die Menschlichkeit für schuldig befunden. Insbesondere seine Verstrickung in Konzentrationslagerverbrechen infolge der Ausnutzung der Arbeitskraft von KZ-Häftlingen durch die von ihm organisierten SS-Betriebe wurden ihm vorgeworfen. Hohberg wurde zu einer zehnjährigen Freiheitsstrafe verurteilt. Am 31. Januar 1951 wurde er vorzeitig aus dem Kriegsverbrechergefängnis Landsberg entlassen. Danach lebte er in Leinfelden-Echterdingen und war als Wirtschaftsprüfer selbstständig tätig. Hohberg starb nach Angaben von Schulte 1968.